# Lourenties
Lourenties – miejscowość i gmina we Francji, w regionie Nowa Akwitania, w departamencie Pireneje Atlantyckie.
Według danych na rok 1990 gminę zamieszkiwały 272 osoby, a gęstość zaludnienia wynosiła 30 osób/km² (wśród 2290 gmin Akwitanii Lourenties plasuje się na 907 miejscu pod względem liczby ludności, natomiast pod względem powierzchni na miejscu 1131).